# Ksar el Boukhari
Ksar el Boukhari (în arabă قصر البخاري) este o comună din provincia Médéa, Algeria.
Populația comunei este de 67.813 locuitori (în 2008).